# Bruz
Bruz è un comune francese di 16 636 abitanti situato nel dipartimento dell'Ille-et-Vilaine nella regione della Bretagna.
Il territorio comunale condivide con il comune di Guichen il villaggio di Pont-Réan.

## Società

### Evoluzione demografica
Abitanti censiti

## Amministrazione

### Gemellaggi
- Września